# Купецкое
Купе́цкое — деревня в Важинском городском поселении Подпорожского района Ленинградской области.

## История
КУПЕЦКАЯ — деревня при реке Важинке, число дворов — 17, число жителей: 55 м. п., 47 ж. п. (1879 год)

Деревня административно относилась к Важинской волости 2-го стана Олонецкого уезда Олонецкой губернии.

КУПЕЦКАЯ — деревня Важинского сельского общества при реке Важинке, население крестьянское: домов — 12, семей — 16, мужчин — 49, женщин — 47, всего — 96; лошадей — 19, коров — 38, прочего — 36. (1905 год)

Деревня Купецкое на карте 1932 года

Согласно карте Ленинградской области Северо-западного аэрогеодезического треста ГГУ издания 1932 года деревня насчитывала 16 крестьянских дворов. В деревне находилась часовня.
По данным 1933 года деревня Купецкое входила в состав Важинского сельсовета Подпорожского района.

Деревня Купецкое на карте РККА 1940 года

По данным 1966 года деревня Купецкое также входила в состав Важинского сельсовета.
По данным 1973 и 1990 годов деревня Купецкое входила в состав Курповского сельсовета.
В 1997 году в деревне Купецкое Курповской волости проживали 54 человека, в 2002 году — 46 человек (русские — 96 %).
В 2007 году в деревне Купецкое Важинского ГП проживали 58 человек.

## География
Деревня расположена в северо-западной части района на автодороге 41К-149 (Подпорожье — Курпово).
Расстояние до административного центра поселения — 2,5 км.
Расстояние до ближайшей железнодорожной станции Свирь — 11 км.
Деревня находится на левом берегу реки Важинка.

## Демография
| 2007 | 2010 | 2017 |
| ---- | ---- | ---- |
| 58   | ↘46  | ↗56  |

### Национальный состав
Согласно данным Всероссийской переписи населения 2021 года в деревне проживали 34 человека, из них:
 русские — 33, вепсы — 1 человек.

## Фото

Деревня Купецкое. 2018 год
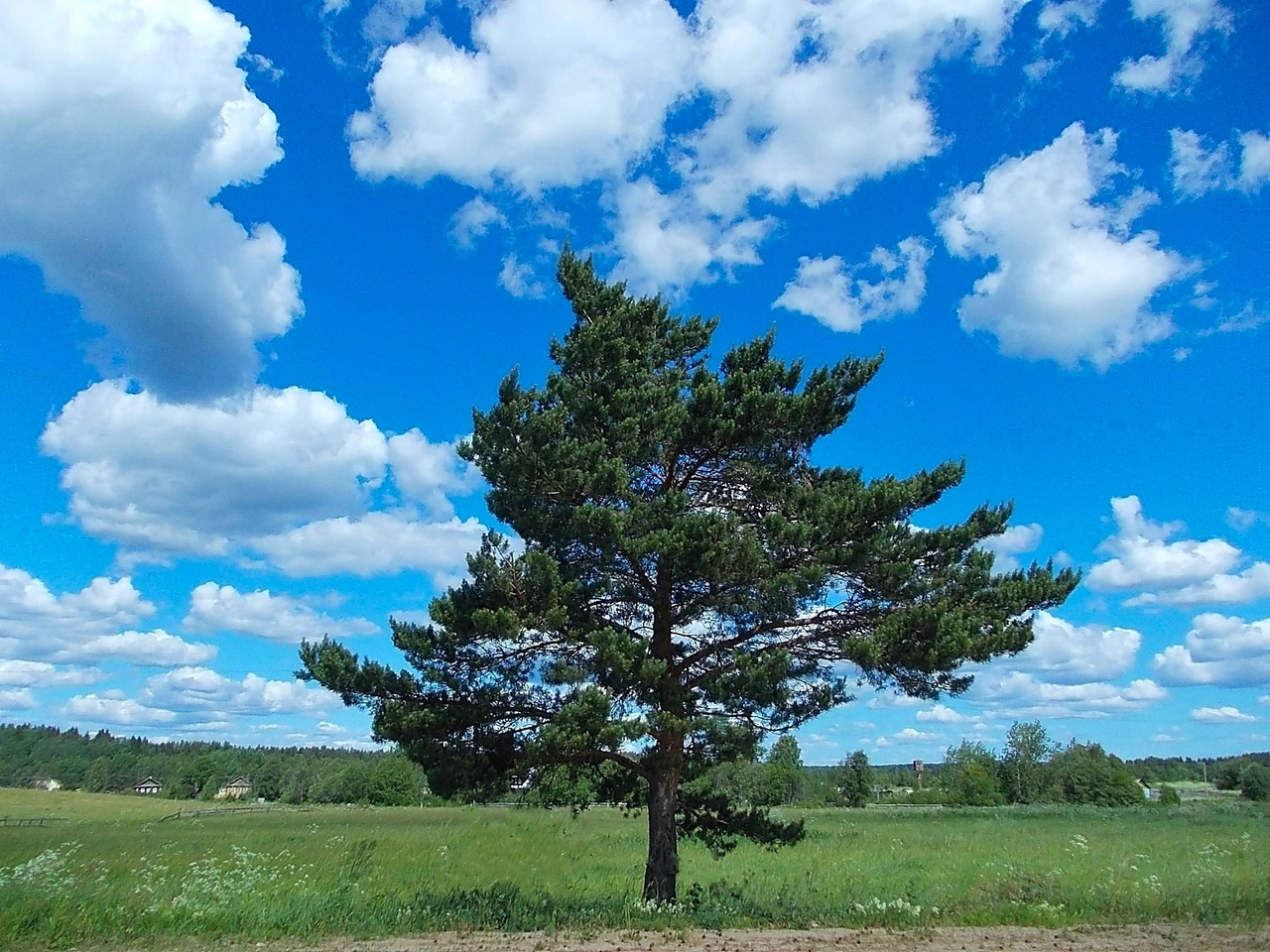
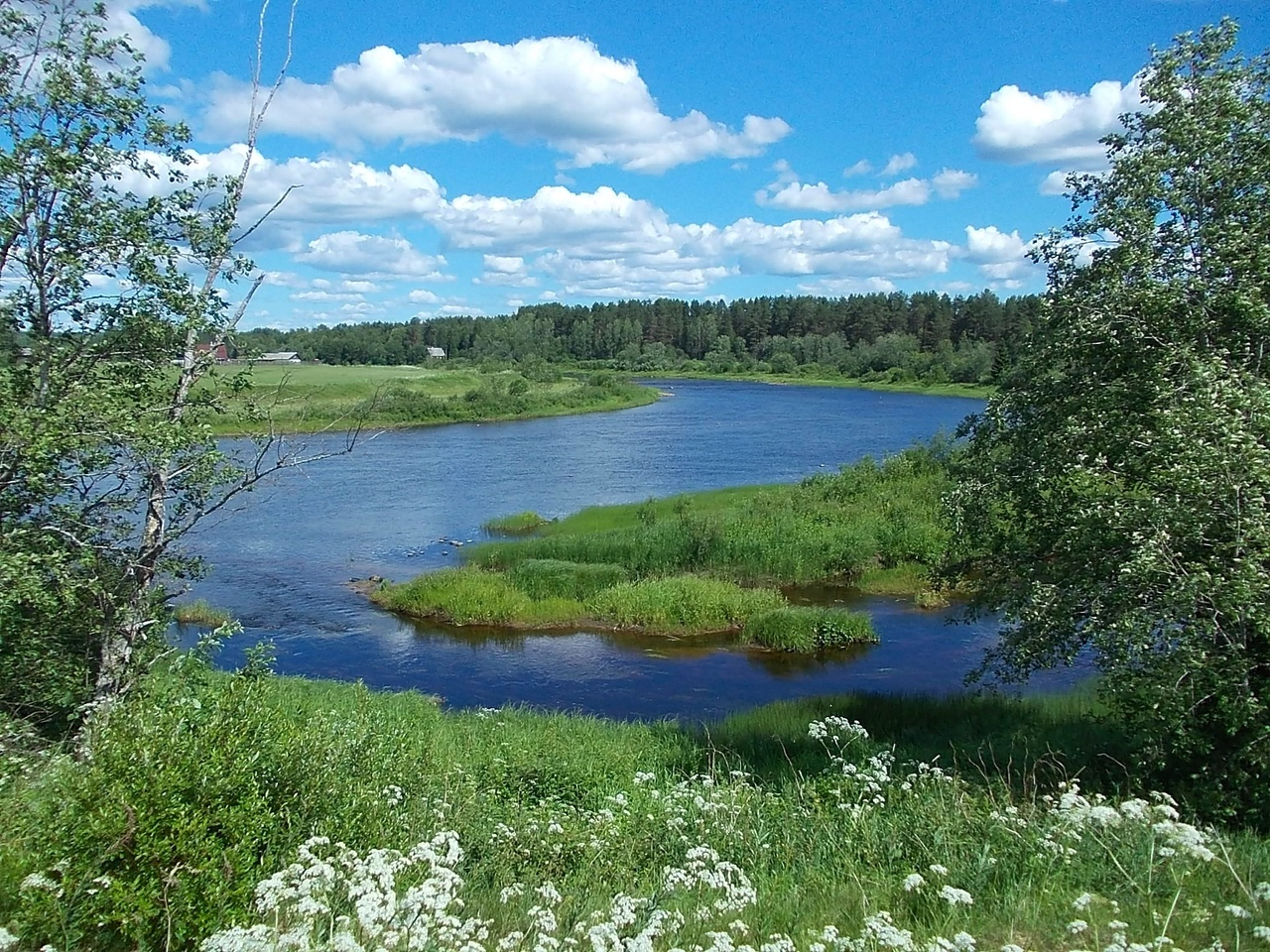

## Улицы
Солнечная.